# Conrad Electronic
Conrad Electronic SE er en tysk familevirksomhed, der driver virksomhed med salg af elektronik og elektriske apparater gennem fjernhandel. Conrad Electronic blev grundlagt i 1923 i Berlin af Max Conrad og har siden 1946 haft sit hovedkontor i Hirschau i Oberpfalz i den tyske delstat Bayern. Virksomheden har et logistikcenter i Wernberg, hvorfra der sker forsendelse af varer til virksomhedens kunder i og udenfor Tyskland